# Darin

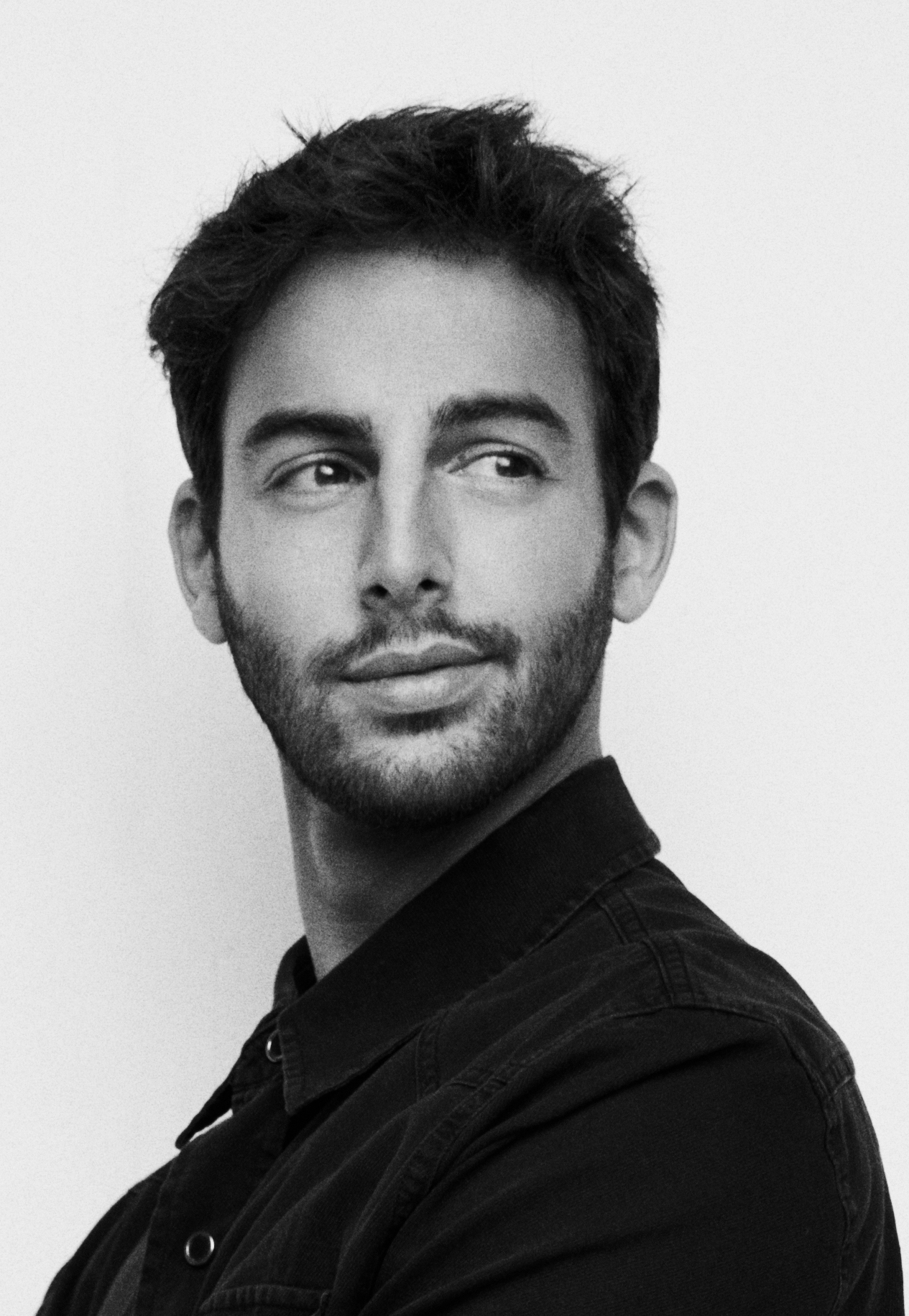
Darin Zanyar (2020)

Darin Zanyar (* 2. Juni 1987 in Stockholm) ist ein schwedischer Popsänger mit kurdischen Wurzeln. Darin veröffentlichte sein erstes Album 2005. Seitdem hatte er sechs Nummer-eins-Alben in den Charts. Er arbeitet mit erfolgreichen Produzenten, Songschreibern und Künstlern zusammen, wie zum Beispiel Lil Jon, Kat De Luna und Leona Lewis.

## Biografie

### Durchbruch und frühe Jahre
Darin begann im Alter von 14 Jahren, Songs zu schreiben und zu produzieren. Darin erreichte nationale Bekanntheit als Teilnehmer in der ersten Staffel von Idol bei TV4. Als einer der beliebtesten Teilnehmer erreichte er im Finale den zweiten Platz. Anfang 2005 veröffentlichte Darin sein Debütalbum The Anthem, nachdem er einen Plattenvertrag bei Sony/BMG unterschrieben hatte. Seine Debütsingle Money for Nothing, geschrieben von Robyn, erreichte sowohl in den offiziellen Verkaufscharts als auch in den Radiocharts die Höchstplatzierung. Das Album The Anthem debütierte ebenfalls auf Platz eins der Hitparaden. 2005 wurde Darin zur meisterwähnten Person der schwedischen Medien gewählt. Im selben Jahr veröffentlichte er sein zweites Album Darin, das sich doppelt so häufig wie sein Debüt verkaufte und Platinstatus erreichte. Das Album enthält den Nummer-eins-Hit Step Up, die Ballade Who’s That Girl und Want Ya, dessen Video das meistgespielte im Jahr 2006 bei MTV wurde.
Im Jahr 2006 gewann Darin einen Grammi für den besten Song (Money for Nothing), einen Rockbjörn, Nickelodeon Kids’ Choice Awards und The Voice als bester männlicher Künstler. Außerdem gewann er zwei Energy Music Awards in Helsinki als bester männlicher Künstler und für den besten skandinavischen Song (Step Up). Ende 2006 veröffentlichte er sein drittes Studioalbum Break the News mit Songs wie Insanity, Everything But the Girl und Desire. An diesem Album arbeitete er unter anderem mit Erfolgsproduzent Max Martin. Es erreichte einen Tag nach der Veröffentlichung Goldstatus und kam auf Platz 1 der schwedischen Charts.
Durch seinen Erfolg in Schweden bekam Darin auch eine Plattenvertrag in Deutschland, Österreich und der Schweiz. 2007 promotete er seinen Song Insanity, der zu einem Hit in verschieden europäischen Ländern wurde. Im selben Jahr veröffentlichte Leona Lewis eine Coverversion seines Songs Homeless. Seine Songs wurden mehrfach von verschiedenen Künstlern weltweit gecovert, zum Beispiel in Deutschland, Japan, Israel und Italien. 2006 brachte die deutsche Popgruppe Part Six den Hit Want Ya! in einer eigenen Version auf den Markt; im selben Jahr bedienten sich auch US5 an Darins Stücken und verwendeten Step Up als Grundlage für den Song In the Club. Auch die asiatische Band W-inds. übernahm seinen Song Want Ya ins Japanische. 2008 veröffentlichte Darin sein viertes Studioalbum Flashback. Die erste Singleauskopplung Breathing Your Love war ein Duett mit der amerikanischen Sängerin Kat De Luna. Das Album enthielt auch die Hits See U at the Club, Runaway und What If. Der Song What if ist eine Zusammenarbeit mit der Organisation Friends gegen Mobbing in der Schule. Seine Version von Viva La Vida, im Original von Coldplay, wurde als Titelsong der 7. Idol-Staffel gewählt, danach wurde der Song ein Nummer-eins-Hit in Schweden.

### Melodifestivalen und weitere Shows
2010 war Darin einer der Teilnehmer beim Melodifestivalen, dem schwedischen Vorentscheid zum Eurovision Song Contest. Sein Titel war You’re Out of My Life. Er qualifizierte sich direkt für das Finale im Globe in Stockholm, wo er den vierten Platz belegte. Für die königliche Hochzeit von Victoria von Schweden und Daniel Westling am 19. Juni 2010 komponierte Darin eigens den Song Can’t Stop Love, der die Geschichte des Paares und ihren Kampf für die Hochzeit thematisiert und den er im schwedischen Fernsehen live sang. Im August veröffentlichte er sein fünftes Studioalbum Lovekiller, das wieder Gold und die Höchstplatzierung in den Charts erreichte. Das Album enthielt die Hits Viva la vida, You’re Out of My Life, Can’t Stop Love, Lovekiller und Microphone.
Im Februar 2012 veröffentlichte Darin die Single Nobody Knows, die erste Single des Albums Exit. 2012 nahm Darin an der Show „Så mycket bättre“ teil (die schwedische Ausgabe von „Sing meinen Song“), in der er Songs anderer Künstler neu interpretierte. Mit den drei bestverkauften Songs zur selben Zeit wurde er der erfolgreichste Künstler der Singlecharts in Schweden. Ein weiterer Rekord waren sechs Songs gleichzeitig in den schwedischen Top 10.

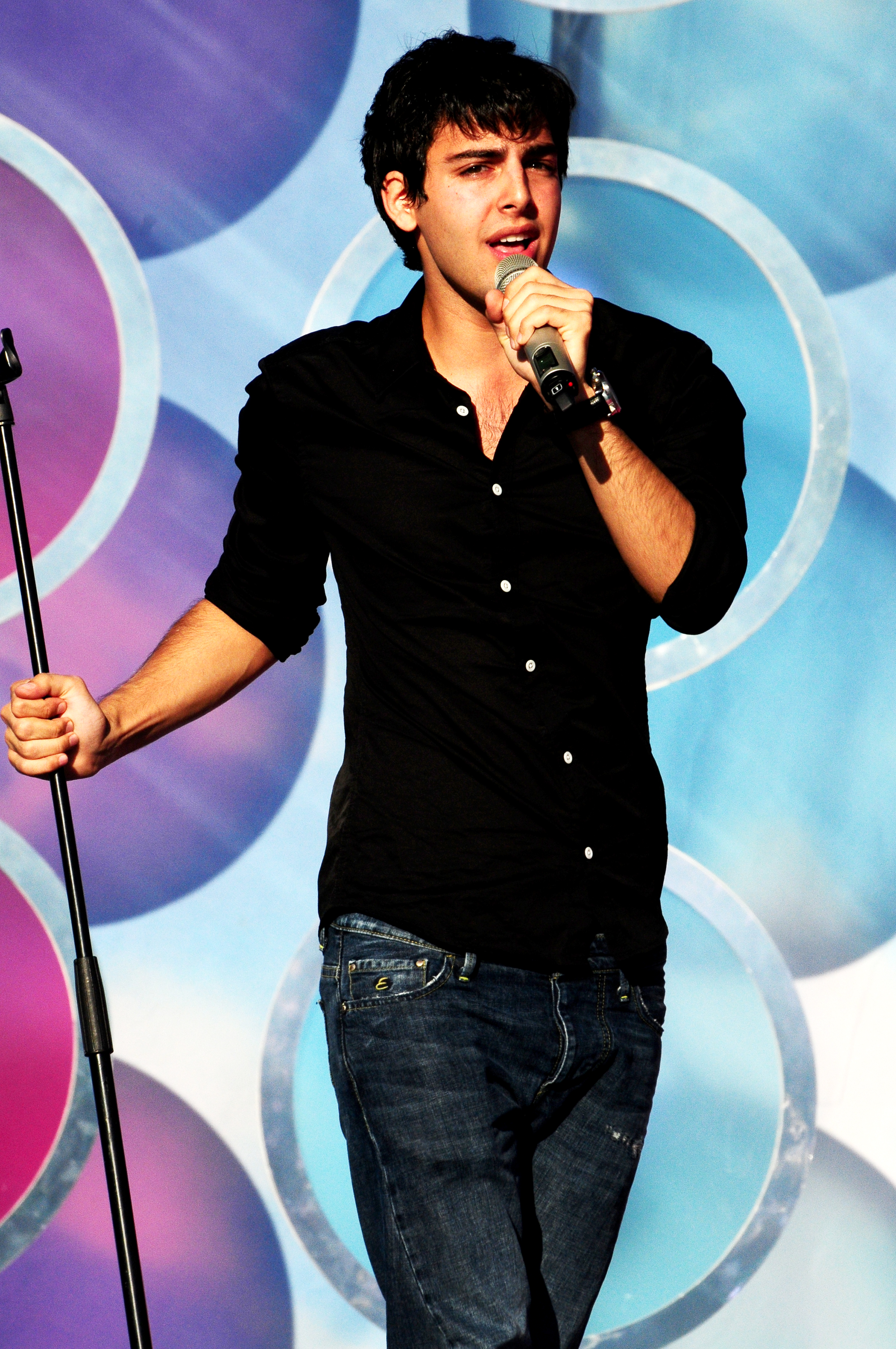
Darin Zanyar während des Sommarkrysset in Gröna Lund, Stockholm

Anfang 2013 veröffentlichte Darin das Album Exit, das sein fünftes Nummer-eins-Studioalbum in Folge war. Das Album enthielt die Songs Playing with Fire, Nobody Knows und Before I Pass Out, eine Zusammenarbeit mit dem Rapper Lil John. Das Album wurde mit Gold ausgezeichnet. Im zweiten Semifinale des Eurovision Song Contest in Malmö trat Darin im Pausenprogramm auf und sang Nobody Knows und So Yours. Im Herbst reiste Darin in Zusammenarbeit mit dem SOS-Kinderdorf auf die Philippinen, um Spenden für die Kinder zu sammeln.

## Songschreiber
Darin begann mit dem Komponieren und Schreiben im Alter von 14 Jahren. Viele seiner eigenen Songs schrieb er seit 2004 zusammen mit RedOne. Zusammen schrieben sie Songs wie Step Up, Be What U Wanna Be, Breathing Your Love und See U at the Club. 2008 schrieb er den Song Lovestruck für die amerikanische Boyband V-Factory. Der Song war ein Top-40-Hit in den U.S. Billboard Pop Songs Charts. Im Jahr 2009 schrieb er für Sasha-Lee Davids den Gewinnersong True Believer in der Castingshow Idol. 2010 schrieb und produzierte er den Song Foolish für den X-Factor-England-Gewinner Shayne Ward zusammen mit Tony Nilsson. Gemeinsam schrieben sie auch einige von Darins Songs (Lovekiller, Can’t Stop Love, Microphone). 2011 schrieb er den Gewinnersong für die schwedische Idols-Gewinnerin Amanda Fondell.

## Privates
Im August 2020 outete Darin sich anlässlich der CSD-Woche in Stockholm als schwul.

## Diskografie
Studioalben

| Jahr | Titel            | Höchstplatzierung, Gesamtwochen, AuszeichnungChartplatzierungen (Jahr, Titel, Platzierungen, Wochen, Auszeichnungen, Anmerkungen) | Höchstplatzierung, Gesamtwochen, AuszeichnungChartplatzierungen (Jahr, Titel, Platzierungen, Wochen, Auszeichnungen, Anmerkungen) | Höchstplatzierung, Gesamtwochen, AuszeichnungChartplatzierungen (Jahr, Titel, Platzierungen, Wochen, Auszeichnungen, Anmerkungen) | Anmerkungen                              |
| Jahr | Titel            | DE | AT | SE | Anmerkungen                              |
| ---- | ---------------- | --- | --- | --- | ---------------------------------------- |
| 2005 | The Anthem       | — | — | SE1 Gold · (28 Wo.)SE | Erstveröffentlichung: 16. Februar 2005   |
| 2005 | Darin            | — | — | SE1 Platin · (24 Wo.)SE | Erstveröffentlichung: 28. September 2005 |
| 2006 | Break the News   | DE89 (1 Wo.)DE | — | SE1 Gold · (7 Wo.)SE | Erstveröffentlichung: 22. November 2006  |
| 2008 | Flashback        | — | — | SE10 (5 Wo.)SE | Erstveröffentlichung: 3. Dezember 2008   |
| 2010 | Lovekiller       | — | — | SE1 Gold · (10 Wo.)SE | Erstveröffentlichung: 18. August 2010    |
| 2013 | Exit             | — | — | SE1 Gold · (18 Wo.)SE | Erstveröffentlichung: 31. Januar 2013    |
| 2013 | Tolkningarna     | — | — | SE43 (9 Wo.)SE |                                          |
| 2015 | Fjärilar i magen | — | — | SE1 Platin · (67 Wo.)SE | Erstveröffentlichung: 25. September 2015 |
| 2017 | Tvillingen       | — | — | SE1 Platin · (24 Wo.)SE | Erstveröffentlichung: 24. November 2017  |
| 2023 | En annan jag     | — | — | SE1 (26 Wo.)SE | Erstveröffentlichung: 15. September 2023 |